# Klauzula sumienia
Treść tego artykułu może nie być zgodna z zasadami neutralnego punktu widzenia,
ponieważ brak neutralnego punktu widzenia w związku z oparciem artykułu wyłącznie na opiniach "Biesagi", zbytnie zróżnicowanie w ilości treści dotyczące różnych stanowisk.
Dokładniejsze informacje o tym, co należy poprawić, być może znajdują się w dyskusji tego artykułu.
 Po wyeliminowaniu niedoskonałości należy usunąć szablon [[Szablon:Dopracować|]] z tego artykułu.
Klauzula sumienia – szczególna regulacja prawna, zgodnie z którą lekarz może powstrzymać się od wykonania świadczeń zdrowotnych niezgodnych z jego sumieniem.

## Uwarunkowania prawne
W polskim prawie klauzula sumienia wynika z art. 39 Ustawy o zawodzie lekarza i lekarza dentysty z 5 grudnia 1996:

Lekarz może powstrzymać się od wykonania świadczeń zdrowotnych niezgodnych z jego sumieniem, z zastrzeżeniem art. 30, z tym że ma obowiązek odnotować ten fakt w dokumentacji medycznej. Lekarz wykonujący zawód na podstawie stosunku pracy albo w ramach służby ma także obowiązek uprzedniego powiadomienia na piśmie przełożonego.

Klauzula nie upoważnia lekarza do powstrzymania się od leczenia pacjenta w ogóle (tj. powstrzymania się od wszystkich możliwych do udzielenia mu świadczeń zdrowotnych), lecz wyłącznie do powstrzymania się od wykonania tych świadczeń zdrowotnych, które są niezgodne z jego sumieniem. Jest to więc ograniczone prawo do odmowy leczenia.
Uregulowania dotyczące klauzuli sumienia znajdują się także w Kodeksie Etyki Lekarskiej (KEL). Zgodnie z treścią art. 7, w szczególnie uzasadnionych wypadkach lekarz może nie podjąć się lub odstąpić od leczenia chorego, jednakże z wyjątkiem przypadków niecierpiących zwłoki. Nie podejmując albo odstępując od leczenia, lekarz powinien jednak wskazać choremu inną możliwość uzyskania pomocy lekarskiej. Przepis ten jest powiązany z art. 4, w myśl którego dla wypełnienia swoich zadań lekarz powinien zachować swobodę działań zawodowych, zgodnie ze swoim sumieniem i współczesną wiedzą medyczną. Klauzula sumienia dotyczy nie tylko lekarzy, ale również pielęgniarek i położnych.
Zgodnie z art. 12 ust. 2 ustawy o zawodach pielęgniarki i położnej, pielęgniarka i położna może odmówić wykonania zlecenia lekarskiego bądź innego świadczenia niezgodnego z ich sumieniem. W takiej sytuacji muszą niezwłocznie, na piśmie, podać przyczynę odmowy przełożonemu lub osobie zlecającej. Wyjątek stanowi przypadek zagrożenia zdrowia.
Pielęgniarka i położna mają też prawo do wglądu do dokumentacji medycznej pacjenta oraz poznania planowanych metod diagnostycznych i zabiegowych.
Powoływanie się na klauzulę sumienia jest niedopuszczalne w celu dyskryminacji jakiejś grupy pacjentów ze względu na rasę, narodowość, poglądy polityczne, przekonania religijne czy orientację seksualną. Rozwiązanie to wydaje się uzasadnione nie tylko obowiązkiem przestrzegania praw człowieka. W myśl przepisów obowiązującego prawa konflikt z sumieniem może dotyczyć jedynie danego świadczenia zdrowotnego, a nie osoby pacjenta.
O odmowie świadczeń przez lekarza traktują też niektóre przepisy deontologiczne. Wymienia się tutaj art. 4 Kodeksu etyki lekarskiej:

Do wypełnienia swoich zadań lekarz powinien zachować pełną swobodę działań zawodowych, zgodnie ze swoim sumieniem i współczesną wiedzą medyczną

i art. 7:

W szczególnie uzasadnionych przypadkach lekarz może nie podjąć lub odstąpić od leczenia chorego, z wyjątkiem przypadków nie cierpiących zwłoki. Nie podejmując albo odstępując od leczenia lekarz winien wskazać choremu inną możliwość uzyskania pomocy lekarskiej

.

## Sytuacje, w których klauzula ma zastosowanie

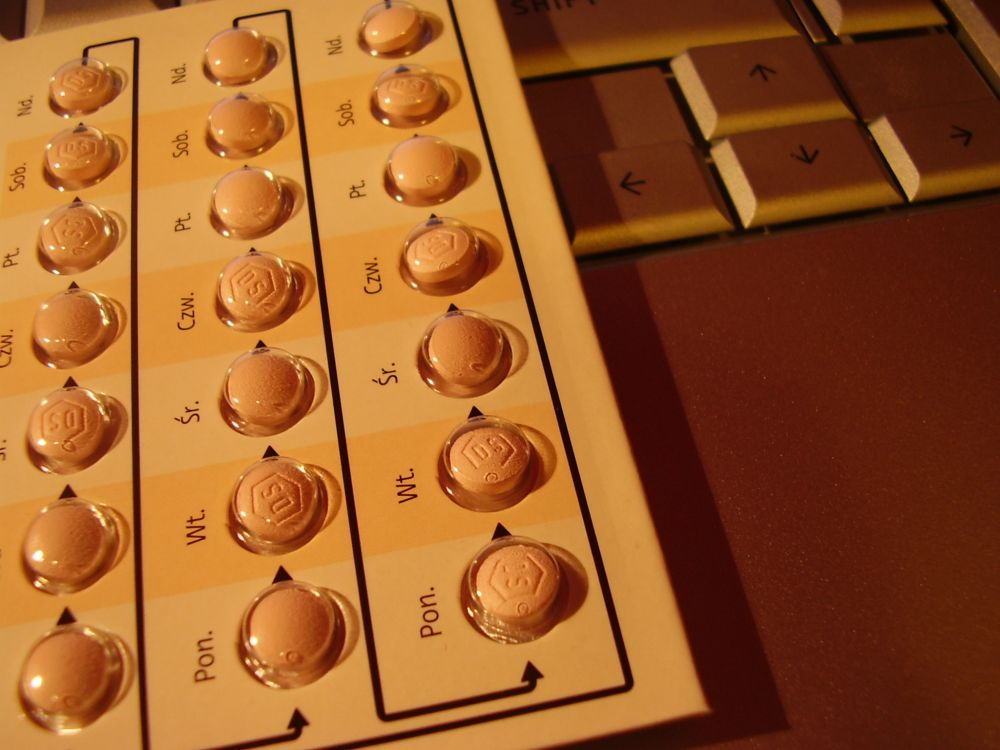
Powołując się na klauzulę sumienia, lekarz może odmówić wypisania recepty na tabletki antykoncepcyjne pomimo wskazań medycznych

Klauzula sumienia zapisana jest w akcie prawnym obowiązującym w Polsce, w Ustawie o zawodzie lekarza i lekarza dentysty. Wedle Biesagi umożliwia ona lekarzowi odmówienie udziału w następujących działaniach, do których miałoby go zmuszać państwo albo pacjent:
- aborcja
- pomoc w samobójstwie[a]
- eutanazja[a]
- selekcja eugeniczna[b]
- wypisywanie środków antykoncepcyjnych, aborcyjnych[a], dopingujących[c] i odurzających.

Klauzula sumienia nie może zostać zastosowana w sytuacjach nagłych, w których zachodzi niebezpieczeństwo utraty życia, ciężkiego uszkodzenia ciała lub ciężkiego rozstroju zdrowia, jak podaje art. 30 Ustawy o zawodzie lekarza i lekarza dentysty. W takiej sytuacji nagłej lekarz bez względu na swoje przekonania moralne zobowiązany jest do udzielenia pomocy.

### Antykoncepcja
Wśród sytuacji, w których rozpatruje się wykorzystanie przez lekarza klauzuli sumienia, znajduje się prośba pacjentki o wypisanie tabletek antykoncepcyjnych w sytuacji, kiedy nie istnieją żadne medyczne przeciwwskazania do ich stosowania. Szewczyk próbuje wpierw umotywować odmowę wypisania recepty na antykoncepcję art. 38 Ustawy o zawodzie lekarza i lekarza dentysty; zwraca na początku uwagę, że omawiana regulacja prawna mówi o „odmowie lub niepodejmowaniu leczenia”. W związku z tym zadaje pytanie, czy przepis ten może dotyczyć także innych niż leczenie świadczeń? O ile toczy się również dyskusja na temat funkcji społecznej, jaką powinien pełnić lekarz, oraz celów, którym powinien służyć, faktem jest, że nie każde jego działanie można uznać za leczenie. Tak jest właśnie w przypadku przepisywania antykoncepcji. Można jednak po zastanowieniu się nad intencją ustawodawcy interpretować ją dwojako: z zawężeniem do leczenia bądź nie. Dopiero przy tej węższej interpretacji widzi konieczność powołania się na klauzulę sumienia, oczywiście przy spełnieniu 3 nakładanych przez nią warunków. W żadnym wypadku nie może dojść tutaj do sytuacji, o której mówi omawiany wyżej art. 30, a więc to ograniczenie tutaj nie obowiązuje.
Szewczyk preferuje węższą interpretację art. 38 omawianej ustawy i legalizowanie odmowy wypisywania środków antykoncepcyjnych za pomocą art. 39. Uważa, że interpretacja rozszerzającą art. 38 prowadziłaby do konserwowania paternalizmu wśród lekarzy. Podaje tutaj przykład przewodniczącego Naczelnego Sądu Lekarskiego Romualda Krajewskiego, który konflikt pomiędzy prawem pacjenta do dostępności antykoncepcji i prawem lekarza do ich nieprzepisywania rozwiązuje, kwestionując pierwsze z wymienionych przez siebie praw oraz powołując się na zasadę suwerenności lekarzy i jej starożytny rodowód. Uważa za złamanie praw lekarza, gdyby musiał on wypisywać receptę na każdy lek pożądany przez pacjenta. Szewczyk zwraca jednak uwagę, że stanowiące przedmiot konfliktu uprawnienia pacjenta wynikają z unormowań prawnych.
Krytykuje on również sytuację, w której lekarz odmawiałby pacjentkom przepisywania środków antykoncepcyjnych, tłumacząc się jakimiś ogólnymi przeciwwskazaniami do stosowania antykoncepcji. Metody te zostały bowiem dopuszczone do użycia, a więc można je stosować, chyba że występują jakieś przeciwwskazania u konkretnej pacjentki. Wtedy jednak decydują względy medyczne, a nie klauzula sumienia, stosowalna jedynie w sytuacji braku przeciwwskazań do stosowania danej metody. W opisanej sytuacji lekarz stosowałby wiedzę medyczną o charakterze empirycznym jako wiedzę etyczną. Szewczyk zwraca też uwagę na przecenianie wagi niekorzystnych efektów stosowania antykoncepcji hormonalnej, które określa jako niewłaściwe moralnie. Ocenia, że taka błędna opinia zdarza się często u przeciwników stosowania antykoncepcji. Z drugiej strony lekarze odmawiający przepisywania środków antykoncepcyjnych powołują się często na artykuł 38 Ustawy o zawodzie lekarza i lekarza dentysty, mówiący o odstąpieniu bądź niepodejmowaniu leczenia, co wymaga uznania stosowania antykoncepcji za leczenie. Dlatego też Szewczyk uznaje za lepsze wyjście powołanie się tutaj na opisaną w następnym artykule tej samej ustawy klauzulę sumienia, obejmującą swym zasięgiem „świadczenia zdrowotne” w ogólności, nie tylko leczenie. Jednakże artykuł 7 Kodeksu etyki lekarskiej znów wspomina o "leczeniu". Teoretycznie mogłoby się w świetle takich przepisów zdarzyć pociągnięcie lekarza do odpowiedzialności zawodowej za nieprzestrzeganie KEL, pomimo że jego działanie byłoby całkowicie legalne.
Podobnych kontrowersji nie budzi natomiast obowiązek informowania pacjentki o możliwych do zastosowania metodach antykoncepcji. Brzeziński przywołuje tutaj art 38 ust. 2 KEL:

Lekarz powinien udzielać zgodnych z wiedzą medyczną informacji dotyczących procesów zapładniania oraz metod regulacji poczęć, uwzględniając ich skuteczność, mechanizm działania i ryzyko.

Przepis ten nie wspomina w ogóle o sumieniu lekarza ani o jego światopoglądzie jako o czynnikach, od których zależy przekazywanie informacji.  Brzeziński rozumie ten zapis w ten sposób, że lekarz nie tylko obowiązany jest przekazywać zainteresowanej pacjentce rzetelną wiedzę, ale również nie wolno mu podawać obok faktów dowiedzionych naukowo swoich osobistych poglądów na ten temat. Nie może tutaj zasłaniać się swoim sumieniem albo innymi wymówkami. Nie może więc stwierdzić, że nie zgadza się z innymi niż naturalne metody regulowania płodności ani też, że metody naturalne są zbyt czasochłonne, nie jest to jego rolą. Wspominany autor, w odróżnieniu od światopoglądu lekarza, dostrzega tutaj znaczną wagę światopoglądu pacjentki, który medyk musi brać pod uwagę. Jako przykłady nieskutecznej porady wymienia przepisanie doustnej antykoncepcji hormonalnej katoliczce popierającej negatywny doń stosunek jej Kościoła bądź też zalecenie metody kalendarzykowej osobie prowadzącej bogate życie seksualne. W końcu jednak zauważa, podkreślając, że chodzi o sytuacje wyjątkowe, że gdyby lekarz był niezdolny do bezstronnego spojrzenia na tę sprawę, lepiej już zrobi, jeśli skieruje pacjentkę do innego lekarza, który będzie potrafił zachować neutralność. Autor nie podaje podstawy prawnej takiego sposobu rozwiązania sprawy.

### Badania prenatalne
Kontrowersje budzi możliwość stosowania klauzuli sumienia w przypadku odmowy skierowania ciężarnej pacjentki na badania prenatalne. Sąd Najwyższy w Wyroku SN z dnia 12 czerwca 2008, dotyczącym kobiety, której odmówiono prenatalnych badań genetycznych, co do których wykonania istniały przesłanki medyczne, podał, że lekarz może zastosować tę klauzulę i odmówić nie tylko zabiegu, ale również wyrażenia zgody na badanie. Wyrok ten mówił o „jakichkolwiek przyczynach, także światopoglądowych”, dla których lekarz nie chciałby wystawić skierowania na badania. Zaraz po tym zwrócił uwagę na konieczność „wskazania realnych możliwości uzyskania takiego skierowania”. Zaznaczył również, że prawo do badań prenatalnych nie zależy w żaden sposób od istnienia bądź nie prawa do aborcji, ale wynika z prawa do informowania ciężarnej o stanie płodu, który nosi w macicy. Informacja ta służyć może nie tylko przeprowadzeniu zabiegu legalnego zakończenia ciąży, ale świadomej decyzji donoszenia chorego dziecka i otoczenia go odpowiednią opieką, jak również przygotowaniu się matki w czasie ciąży na poród i życie z chorym dzieckiem. Rozróżnienie to pogłębia fakt, że możliwość legalnego przerwania ciąży nie zależy od wyniku genetycznych badań prenatalnych, których odmówiono ciężarnej w postępowaniu będącym przedmiotem procesu, gdyż artykuł 4a ust. 1 Ustawy o planowaniu rodziny dopuszcza aborcję również bez przeprowadzenia takich badań, na podstawie innych przesłanek wskazujących na ciężkie nieodwracalne uszkodzenie płodu. W kolejnym punkcie wyroku Sąd Najwyższy uznał odmowę skierowania na badania prenatalne (bez podania określonej w klauzuli sumienia informacji) za naruszenie obowiązków lekarza i praw pacjenta, w tym wypadku prawa rodziców do planowania rodziny i podjęcia świadomej decyzji co do przerwania ciąży lub nie zrobienia tego i wydania na świat chorego dziecka. Uznał w ten sposób, że rodzice doznali ze strony leczącego podmiotu krzywdy. Rodzi to konieczność zadośćuczynienia im.

## Warunki
Warunkiem skorzystania z klauzuli sumienia jest wskazanie możliwości uzyskania kontrowersyjnego świadczenia (może to być wskazanie innego lekarza bądź innego podmiotu leczniczego). Lekarz musi również uzasadnić swą decyzję, a cała sytuacja musi zostać udokumentowana. Szewczyk w kontekście przepisywania antykoncepcji uzasadnia to tym, że lekarz stosujący art. 39 może powołać się jedynie na własne sumienie. Nie ma natomiast czegoś takiego, jak zbiorowe sumienie instytucji czy służby zdrowia: sumienie przysługuje tylko indywidualnie konkretnym osobom. Wynika też z tego niemożność powołania się na argument, jakoby metoda, której zastosowania odmawia, była sprzeczna z etyką lekarską.

## Obrona i krytyka

### Zasada suwerenności i prawa lekarza
Krajewski, broniąc klauzuli sumienia w kontekście antykoncepcji, powołuje się na zasadę suwerenności. Podaje, że od czasów starożytnych lekarz miał prawo do suwerennych decyzji. Okresy, kiedy ją podważano, określa „niesławnymi”. W rezultacie uważa, że zmuszanie lekarza do wypisywania recept na leki, których żąda pacjent, byłoby naruszeniem praw lekarza, które określa jako „podstawowe i niezbywalne”. Próby dochodzenia praw pacjenta gwarantowanych prawnie traktuje on jako zamach na autonomię lekarza i jego suwerenność.

### Neutralność moralna i aksjologiczna lekarza a jego integralność moralna
Wedle Biesagi rola klauzuli sumienia polega na ochronie autonomii i integralności moralnej lekarza.
Biesaga uważa, że klauzula sumienia jest niewygodna dla skrajnych liberałów wyznających konsumpcyjno-legalistyczny model medycyny. Pisze, że przeszkadza im ona w podporządkowaniu lekarza państwu i społeczeństwu.
Autor ten uważa, że liberalizm, pragnąc uniknąć narzucenia jednostkom konkretnych poglądów moralnych, przyjmuje moralność minimalistyczną, którą ksiądz profesor uznaje za równanie w dół. Uważa, że poprzez nienarzucanie jednostkom żadnych norm moralnych system tak odrzuca ogólne normy moralne, w tym te chroniące życie i rodzinę, znosi ich „uniwersalną obowiązywalność”. Podaje tu przykład normy nie „nie zabijaj”, z którą sprzeczne są aborcja czy eutanazja. Biesaga obawia się tutaj dopuszczenia aborcji z wyboru, powołując się na argument równi pochyłej.
Biesaga następująco przedstawia poglądy liberalne: jako że od państwa wymaga się neutralności światopoglądowej, stanowisko takie wymaga również od funkcjonariuszy tego państwa, żeby w pracy postępowali nie wedle własnych, prywatnych poglądów, ale wedle ogólnych zasad, określających funkcjonowanie tego państwa. Neutralność moralna i aksjologiczna tych funkcjonariuszy pozwoliłaby obywatelom żyć nie wedle ustalonych i ogólnych, absolutnych zasad moralnych, ale kierować się własnymi poglądami etycznymi. Państwo wyznacza mu określoną rolę do spełnienia, stawia mu pewne wymagania ze względu na pełniony zawód. Oznacza to neutralność aksjologiczną lekarza. Jako przykład Biesaga cytuje Peppina zwracającego uwagę na sugestie, że studenci medycyny powinni podczas swoich studiów uczyć się również na temat aborcji, a każdy ginekolog powinien umieć wykonać zabieg przerwania ciąży. Powołuje się dalej na głosy proponujące, by osoby odmawiające wykonywanie legalnych zabiegów nie mogły pełnić zawodów, których wykonywanie polega między innymi na przeprowadzaniu tych zabiegów.
Idąc dalej, ten sam autor podaje, że liberalna bioetyka świecka przyjmuje jednak określoną koncepcję człowieka, taką, która nie obejmuje zarodka ludzkiego, podważa sens życia i przyznaje mu niższą niż uznana z góry za obowiązującą, pewną koncepcję małżeństwa. Wobec tego narzuca pewną wizję moralności w sposób podstępny, nie ujawniając założeń etycznych ani antropologicznych, czym manipuluje ludźmi.
Co więcej, Biesaga boi się, że zwolennicy liberalizmu mogliby również uznać osoby o sprzecznych z nimi poglądach za „wrogów postępu” i zarzuca im rzucanie „najbardziej zaciekłych oskarżeń”. Ryszard Legutko zarzuca im też zaburzenia psychiczne w postaci fobii skierowanych ku religii, metafizyce, tradycji, więziom narodowym i etnicznym. Oprócz fobii autor ten zarzuca liberalizmowi również nadmierną tolerancję. Uważa też, że prowadzą oni dyskryminację ze względu na poglądy sytuujące się powyżej minimum, preferując poglądy leżące poniżej minimum etycznego jak narkotyki, pornografię. Wedle tego poglądu przeciwnik aborcji, eutanazji, klonowania, a zwolennik klauzuli sumienia musi zostać uznany przez liberałów za wroga państwa. Z drugiej strony uważa, że liberałowie z uwagi na etykę minimalistyczną mogą się łatwo stać faszystami, ksenofobami czy inkwizytorami.
Klauzula sumienia stanowi więc wedle tej opinii środek obrony lekarza przed zakusami państwa i pacjenta, pozwalający mu działań zgodnie z własnymi poglądami, a nie z porządkiem prawnym wprowadzanym przez państwo i społeczeństwo. Pozwalają mu przez to zachować integralność moralną.

### Krytyka

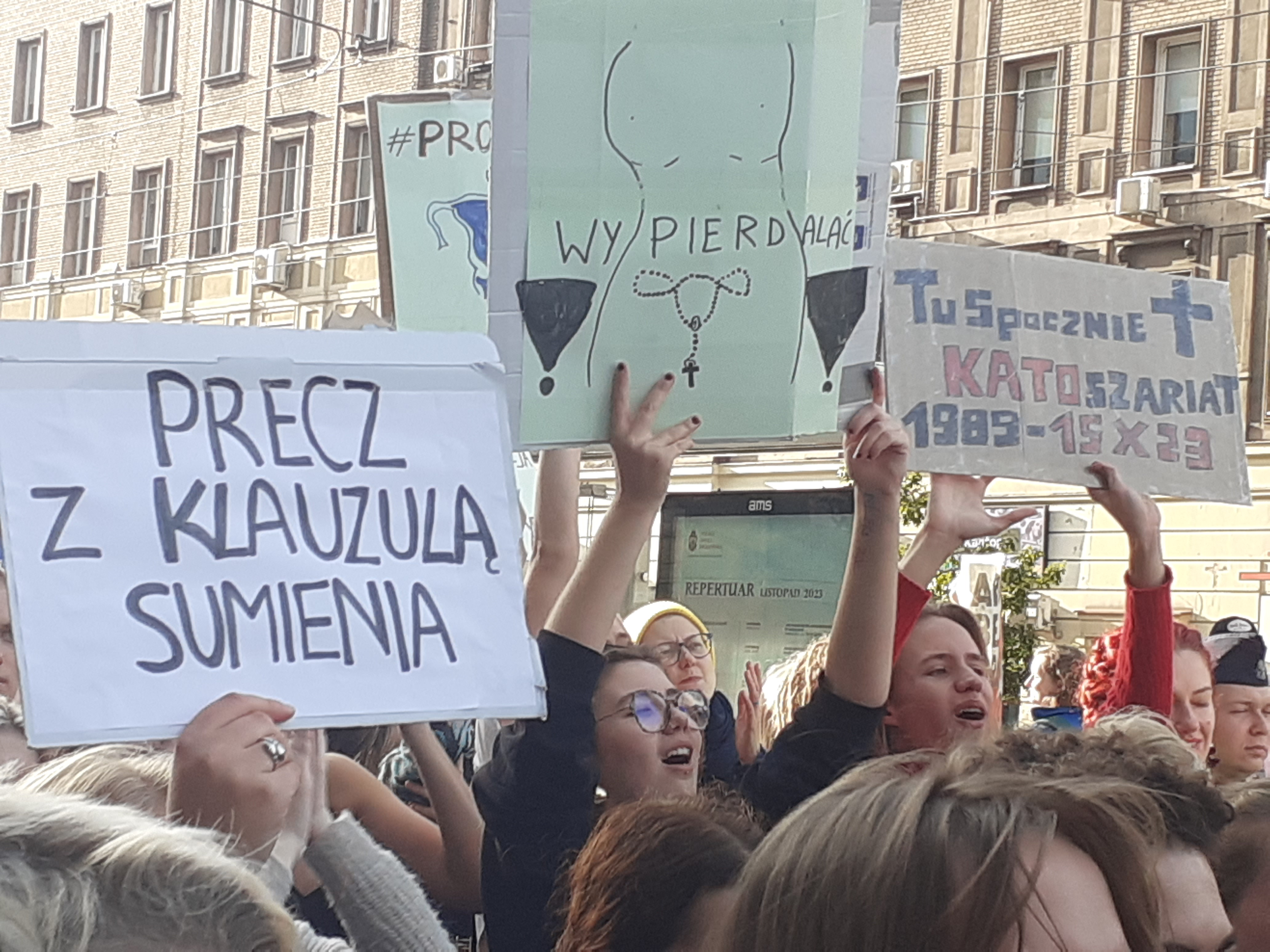
Sprzeciw wobec klauzuli sumienia na warszawskiej manifie w 2023.

Przedstawione powyżej rozumowanie nie zgadza się z poglądami innych specjalistów. Mówi ono chociaż o „ogólnych normach moralnych”, które łamie państwo liberalne. Biesaga nie precyzuje jednak, o jakie dokładnie normy chodzi. Tymczasem trudno jest podać jakiś jeden zestaw norm moralnych, który obowiązywałby zawsze, niezależnie od okoliczności. Jest wręcz przeciwnie. Tadeusz Brzeziński wyróżnia relatywizm historyczny, socjologiczny i kulturowy. Uznaje tym samym, że normy zmieniają się z biegiem czasu, różnią się w zależności od kultury, a nawet określonej społeczności. To, co uznawano za moralne w starożytności, dzisiaj może uchodzić za niedozwolone. Różne zachowania podlegają różnym ocenom w zależności od kontekstu kulturowego, w którym się rozgrywają. To samo zachowanie w jednej grupie społecznej uchodzi, a w innej nie. Brzeziński przyznaje, że są pewne normy obowiązujące w większości kultur, a inne – „nadliczbowe” – zależą od sytuacji.
W etyce medycznej porównuje się też medyczną klauzulę sumienia z przepisami dotyczącymi odmowy służby wojskowej przez poborowych (obdżektorów). Wedle polskich przepisów poborowy, który nie chciał służyć w armii, musiał wykazać, że jego religia lub wyznawane zasady moralne pozostają w sprzeczności z obowiązkami żołnierza odbywającego służbę wojskową. W przeciwieństwie do tego obecne polskie przepisy dotyczące medycznej klauzuli sumienia, w szczególności po wyroku Trybunału Konstytucyjnego z 7 października 2015 r., zakładają, że racje stojące za odmową wykonania świadczenia medycznego nie podlegają jakiejkolwiek ocenie. Wedle niektórych bioetyków, np. Tomasza Żuradzkiego, kierownika Interdyscyplinarnego Centrum Etyki na Uniwersytecie Jagiellońskim, takie przepisy ułatwiają nadużywanie klauzuli sumienia przez lekarzy i nadmiernie uprzywilejowują pracowników służby zdrowia względem pacjentów, którzy na skutek wykorzystywania klauzuli sumienia mają niekiedy utrudniony dostęp do gwarantowanych świadczeń medycznych, np. aborcji. Żuradzki argumentuje, że nie ma żadnych powodów, by lekarzy prawo miało traktować łagodniej niż poborowych i postuluje zmianę przepisów w taki sposób, by każde powołanie się na klauzulę sumienia było sprawdzane przez sąd lub specjalną komisję.
Z kolei inni bioetycy (np. Julian Savulescu, dyrektor Oxford Uehiro Centre for Practical Ethics na Uniwersytecie w Oksfordzie, lub Udo Schuklenk, redaktor naczelny czasopisma "Bioethics") postulują całkowitą likwidację możliwości powołania się na klauzulę sumienia we wszystkich tych sytuacjach, w których lekarze mają monopol na świadczenie pewnych usług (np. antykoncepcja hormonalna, aborcja, eutanazja).

## Klauzula sumienia w Stanach Zjednoczonych
Klauzula sumienia w Stanach Zjednoczonych została wprowadzona przez gabinet George’a W. Busha i weszła w życie 20 stycznia 2009. Zakazuje ona instytucjom medycznym otrzymującym wsparcie władz federalnych karania bądź dyskryminowania lekarzy, którzy ze względu na swe przekonania odmawiają wykonania aborcji czy wypisania skierowania na taki zabieg lub recepty na środki antykoncepcyjne. Rząd Baracka Obamy chciał uchylić przepisy pozwalające lekarzom na odmowę wykonania usług medycznych niezgodnych z ich sumieniem, takich jak aborcja.